# 印度鱷龍屬
印度鱷龍屬（學名：Indosuchus）是阿貝力龍科下的一屬恐龍，生存於白堊紀麥斯特裡希特階（約7,000萬到6,600萬年前）。牠是原始的獸腳亞目，是阿貝力龍的近親。印度鱷龍是雙足的肉食性恐龍。牠約有6米長，頭顱骨上有平冠。
模式種是盜印度鱷龍（I raptorius），是由弗雷德里克·馮·休尼（Friedrich von Huene）及查爾斯·馬特里（Charles Alfred Matley）於1933年根據從印度發現的化石而描述、命名的。化石是三個部分頭顱骨，是由查爾斯·馬特里發現於中央邦的賈巴爾普爾，屬於拉米塔組（Lameta Formation）。選模標本是編號GSI K27/685標本。屬名的意思是「印度鱷魚」，因最初牠被認為是鱷魚的一類而非恐龍；種名則意為「猛禽的」。

## 分類
由於只有頭顱骨的部份被發現，印度鱷龍的分類並不確定。馮·休尼最初將印度鱷龍歸類於異特龍科。艾力克·沃克（Alick Walker）曾將印度鱷龍歸類於暴龍科，還有其他人提出印度鱷龍屬於肉食龍下目。已發現的其他阿貝力龍科（如食肉牛龍），有助於澄清了牠的分類位置。在1986年，約瑟·波拿巴將印度鱷龍歸類於阿貝力龍科。
印度鱷龍與印度龍的化石都只有頭顱骨的部份，且都是於印度中央邦賈巴爾普爾發現，並由休尼及查爾斯·馬特里於同年描述。在1991年，就有研究認為印度鱷龍及印度龍是同一類動物，並建議取消印度鱷龍這一屬，不過卻並沒有得到甚麼支持。由於印度鱷龍的化石過於破碎，無法與拉米塔組的其他獸腳類化石做鑑定、比對，例如印度龍，因此印度鱷龍目前被認為是疑名。

## 外部連結
- 恐龍博物館──印度鱷龍
- Dann's Dinosaurs
- Indosuchus at The Theropod Database
- Indosuchus at DinoData（页面存档备份，存于）